# Adi Roche
Adi Roche (nacida en 1955, Clonmel, Condado de Tipperary, Irlanda) es una defensora de la paz, la ayuda humanitaria y la educación. Adi se ha concentrado en ayudar a aliviar del sufrimiento de los niños que vivieron en Chernóbil durante el desastre nuclear de 1986.
Roche es la directora ejecutiva voluntaria de la organización de caridad irlandesa Chernobyl Children International.

## Infancia
Adi Roche nació en Clonmel, Tipperary en 1955. Después de terminar la escuela secundaria trabajó para Aer Lingus. En 1984 comenzó a trabajar tiempo completo como voluntaria para la Campaña para el Desarme Nuclear. Roche ideó un Programa de Educación para la Paz y lo presentó en más de cincuenta escuelas en toda Irlanda. En 1990 se convirtió en la primera mujer irlandesa elegida para el consejo de administración del International Peace Bureau en Ginebra.

## Chernobyl Children International
En 1991, Roche fundó Chernobyl Children International, para proporcionar ayuda a los niños de Bielorrusia, Rusia Occidental y Ucrania. La organización es de desarrollo internacional, médica y humanitaria, y trabaja con niños y familias que continúan afectados por el desastre nuclear de Chernóbil de 1986.
Bajo su liderazgo, Chernobyl Children International (CCI) ha entregado más de 105 millones de euros a las zonas más afectadas por el desastre nuclear de Chernóbil y ha permitido a más de 25.500 niños afectados por el desastre viajar a Irlanda para recibir tratamiento médico vital y recuperación.

## Honores y premios
Roche realizó un documental, «Black Wind, White Land», exponiendo el sufrimiento de los niños de Chernóbil, y al año siguiente fue galardonada con el Premio Europeo al Laureado de la Mujer y se coronó como la Persona del Año de la República.
En 1997, Roche recibió el Premio Internacional de la Paz de Tipperary, descrito como «Premio destacado de Irlanda por el trabajo humanitario». En 2001 fue galardonada con un doctorado honorario por la Universidad de Alberta, Canadá. En 2007, Roche ganó el Premio Humanitario Robert Burns.
En 2010, Roche recibió el premio World of Children Health Award. Desde entonces, Chernobyl Children International ha salvado la vida de miles de niños que nacen con defectos cardíacos congénitos. También recibió el Premio a la Exalumna de Alumni de World of Children 2015, por el «increíble impacto que sigue teniendo en la vida de los niños de la región de Chernóbil». También en 2015, Roche ganó el Premio Humanitario de Grace.

## Política
Roche fue candidata a presidente de Irlanda de la coalición del Partido Laborista, la Izquierda Democrática y el Partido Verde en las elecciones presidenciales de 1997.  Roche ocupó el cuarto lugar entre los cinco candidatos con casi el 7% de los votos.